# Corvo (île)
Pour les articles homonymes, voir Corvo.
L'île Corvo ou l'île noire, en portugais Ilha do Corvo, est une île portugaise située dans les Açores, dans le groupe occidental de l’archipel au-dessus de l’île de Flores. Corvo est la plus petite île de l’archipel portugais et aussi la moins peuplée 
La caractéristique principale de l'île est sa grande caldeira inhabitée qui occupe une importante partie de l'île, permettant de belles balades.  
C'est l'une des premières îles, avec Flores (la seule autre île du groupe occidental de l'archipel) à être aperçue lors d'une traversée de l'océan Atlantique de l'Amérique du Nord vers l'Europe occidentale. Bien qu'elle aurait pu devenir un point de passage important entre le Nouveau Monde et le Vieux continent, Corvo n'a pas pu en tirer avantage à cause de son terrain accidenté mais surtout de son inaccessibilité les deux-tiers du temps. Le seul endroit de l'île habitable étant le Topo, au sud de l'île, et la caldeira, utilisée pour l'élevage bovin.
L'île est plaisante par ses petites ruelles entourées de bâtisses en pierres de basalte et qui serpentent dans l'unique village, ainsi que par les différentes parcelles agricoles qui sont délimitées par ces mêmes pierres et qui accentuent le paysage déjà accidenté de l'île.
L'avifaune de l'île et sa préservation en font un écosystème de qualité qui est d'ailleurs classée en tant que réserve de biosphère par l'Unesco depuis 2007.

## Géographie

### Situation
L'île se situe dans l'océan Atlantique, en Macaronésie, et fait partie de l'archipel des Açores, région autonome du Portugal située entre l'Europe et le continent américain ; c'est d'ailleurs avec Flores les premières terres émergées apercevables lors d'un trajet Amérique-Europe en bateau. En plus d'être la plus petite des îles habitées de l'archipel,, c'est aussi l'île habitée la plus occidentale et septentrionale.
De sa proximité avec l'île de Flores et de son éloignement du reste de l'archipel, les deux îles font partie d'un groupe d'îles à part entière, le groupe occidental. Le fait qu'elle soit si éloignée et qu'elle soit en plus difficile d'accès en fait l'une des îles portugaises les plus isolées.

### Description
L'île est très petite comparée au reste de l'archipel ; sa superficie est de 17,13 km2 contre 143 km2 pour Flores (qui est elle aussi petite par rapport aux restes des îles açoriennes). Sur la superficie totale de toutes les îles açoriennes, Corvo ne représenterait que 1 % de la superficie de l'archipel qui représente seulement 2,5 % de la superficie totale du Portugal.
Le groupe occidental, contrairement au reste de l'archipel, est assez épargné par des séismes. Ce sont les deux seules îles de l'archipel à ne pas se trouver sur la plaque eurasiatique. Ainsi, Corvo est plus souvent désignée comme une île-montagne que comme une île volcanique.
L'île est formée d'une caldeira d'un périmètre côtier d'environ 16 kilomètres. Ses flancs à l'ouest et au nord ont été mutilés sous l'action de l'érosion marine. Toute l'île est entourée de falaises très abruptes qui peuvent atteindre jusqu'à 700 mètres de haut à l'ouest et environ 200 mètres de haut en moyenne sur son flanc oriental à l'exception de la côte sud formée par une plate-forme de lave et de basalte. C'est sur cette plate-forme, nommé Topo, dont l'altitude est comprise entre dix et soixante mètres, qu'est établi l'unique village de l'île : Vilà do Corvo.

Le sommet du volcan de Corvo est entaillé par une caldeira de forme légèrement elliptique (la Caldeirão) : son plus grand diamètre (orienté Nord-Sud) est de 2 300 mètres et son petit axe de 1 900 mètres. Sa profondeur moyenne est de 250 mètres. Ses parois très érodées indiquent son âge ancien. À son fond, elle abrite deux petits lacs de faible profondeur. Le point culminant de l'île est le Morro dos Homens (pt), qui signifie le « Monticule des Hommes » (718 mètres),, situé sur le bord sud de la caldeira. Comparé au Pico (2 351 mètres d'altitude) sur l'île éponyme des Açores, le Morro dos Homens est petit mais, en comparant les 718 mètres d'altitude et la superficie de l'île, il s'avère être assez haut et crée ainsi une morphologie de l'île assez complexe puisque peu d'espaces plats sont présents sur l'île. Les autres sommets de l'île sont le Lomba Redonda (pt), le Morro da Fonte (pt), Espinãozinho (pt) et Monte Grosso (pt). Au nord de l'île se démarquent trois endroits : le Torrais est une sorte de pointe de 500 mètres de long se dirigeant dans l'océan ; Marco se situe au nord de l'île et correspond à des falaises abruptes sur un prolongement dans les terres plus marqué qu'ailleurs et le Canto da Carneira est une autre avancée de terre, moins prononcée, dans l'océan.

Vues de l'île
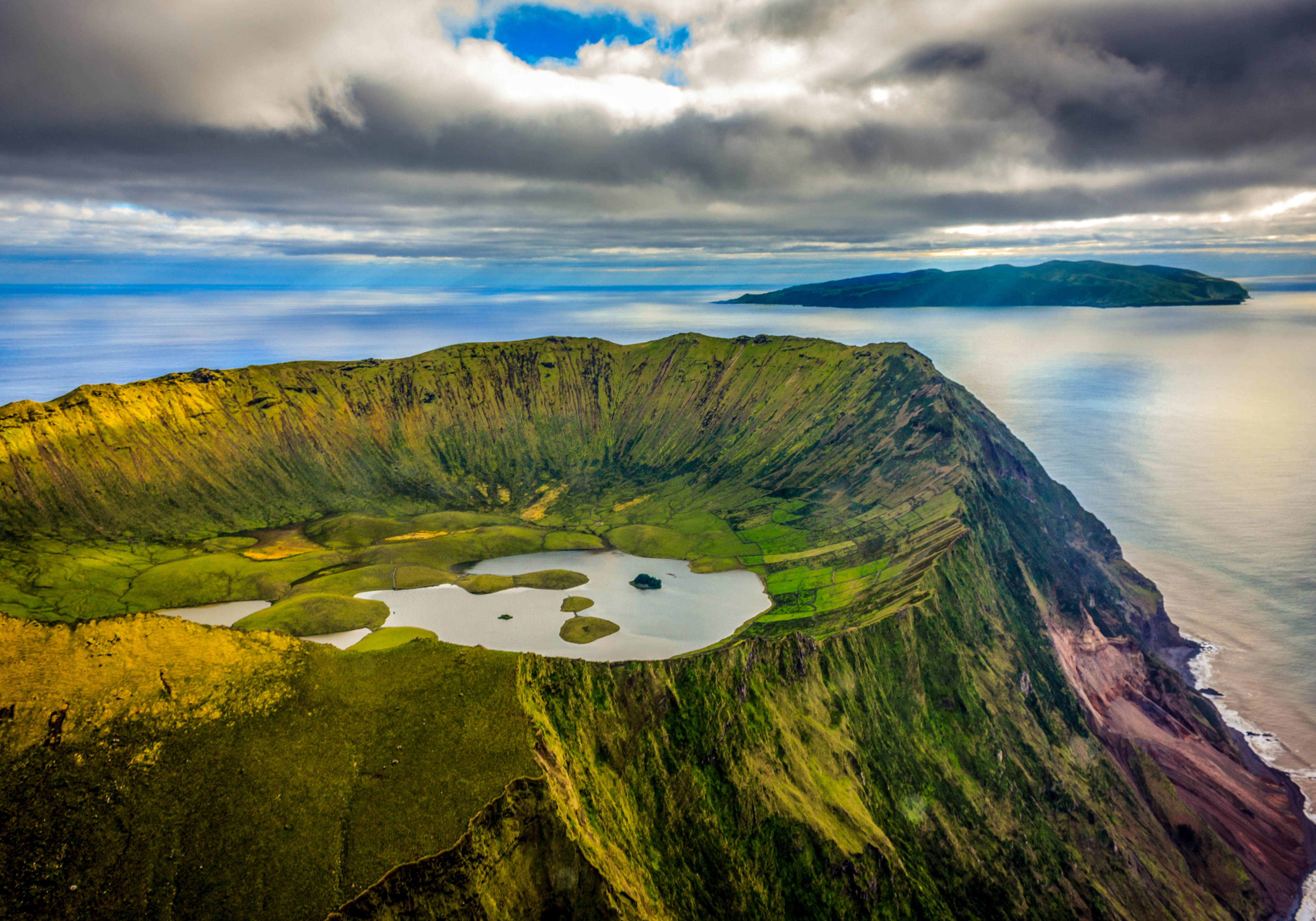
La Caldeira avec Flores au fond
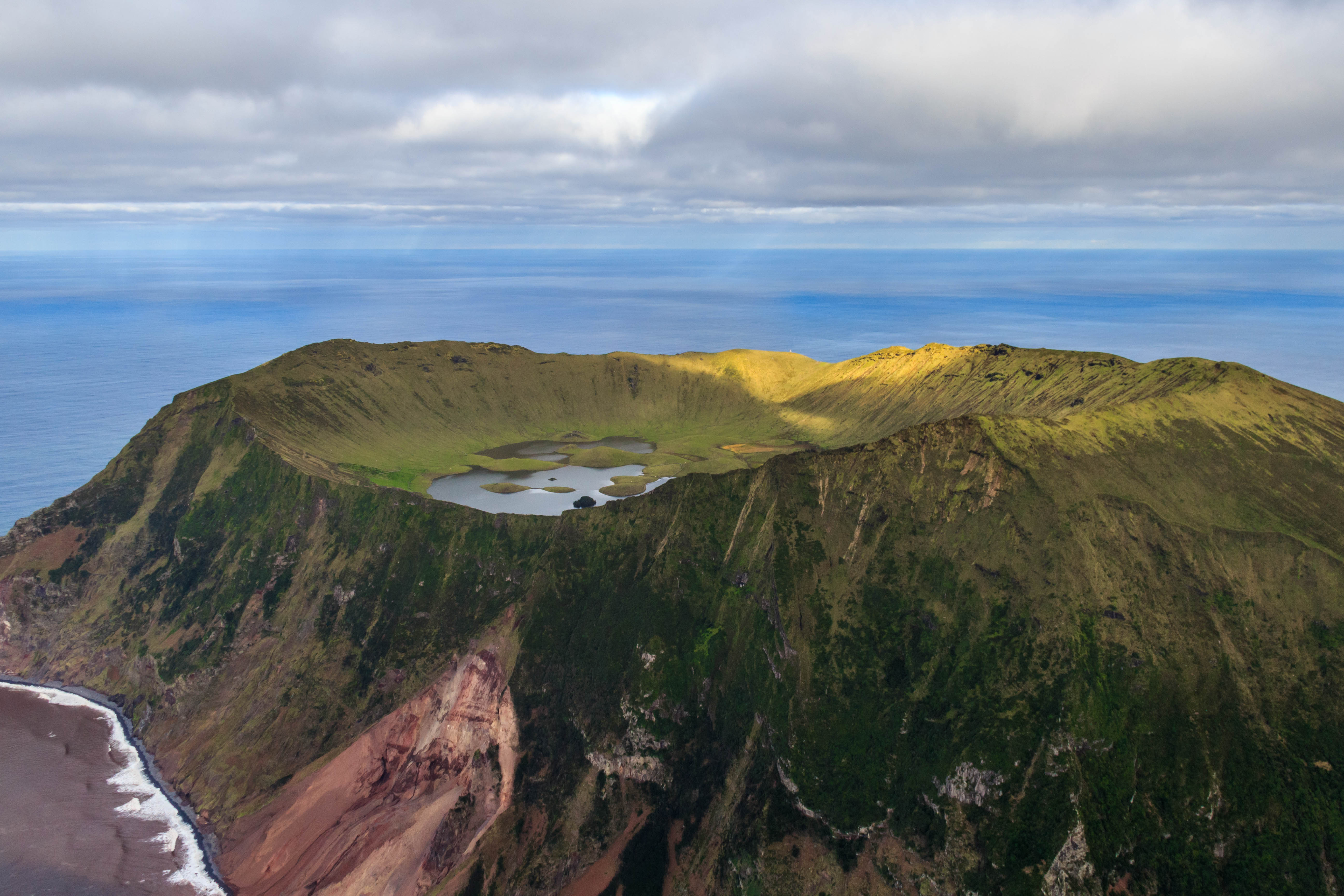
Falaises
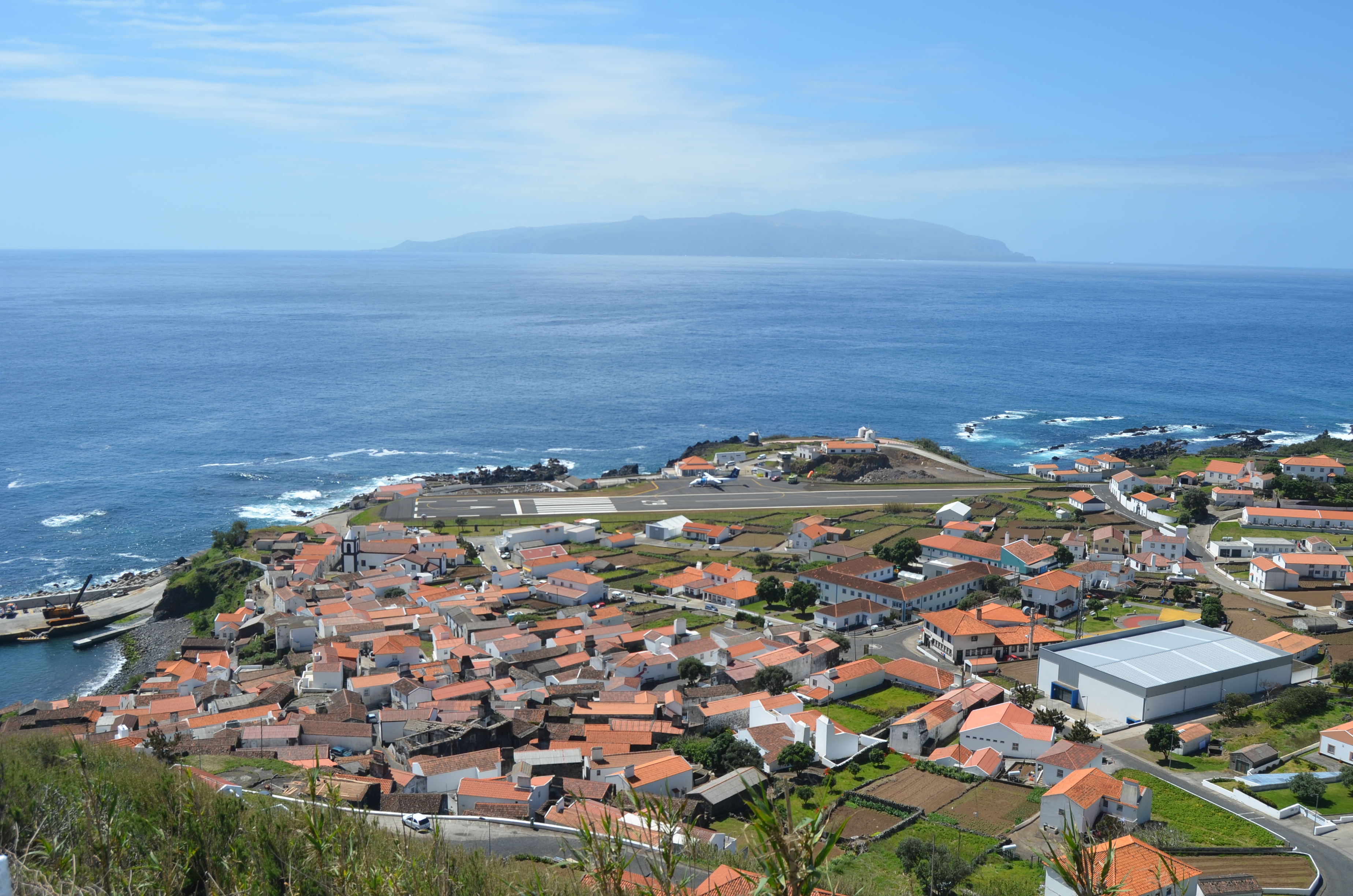
Topo et le village
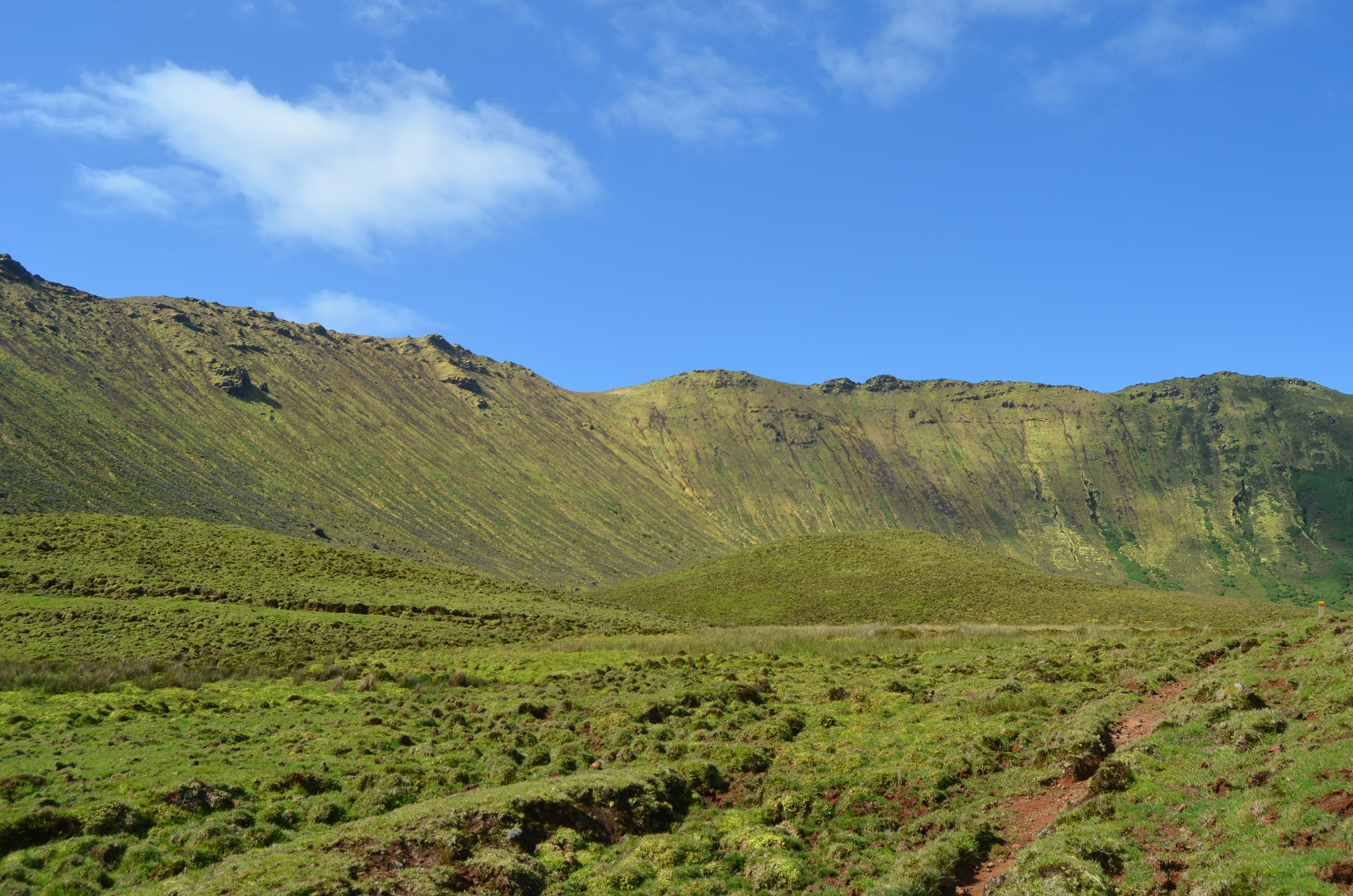
Parois abruptes de la caldeira
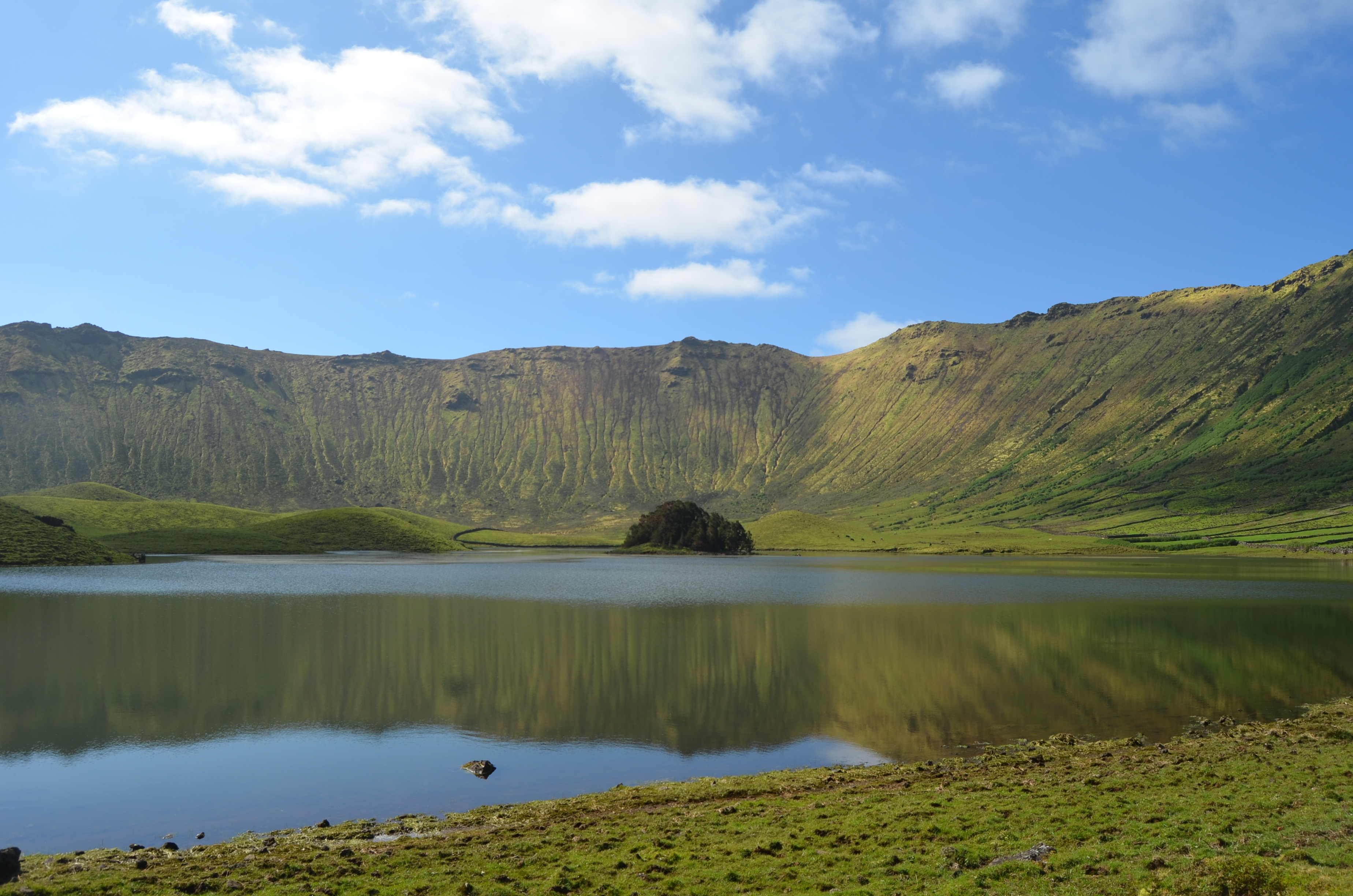
Lacs

Les espaces plats sont mal répartis et sont présents uniquement sur la partie méridionale de l'île et à l'intérieur de la caldeira. L'espace situé à l'intérieur de la caldeira est uniquement dédié au pâturage alors que sur la partie méridionale se situe l'aéroport et le village.
Avec le tableau ci-dessous, on constate le fort dénivelé avec plus de la moitié de l'île comprise entre 300 et 800 mètres d'altitude :
| Tranche d'altitude | 0–300 m. | 300–800 m. | plus de 800 m. |
| ------------------ | -------- | ---------- | -------------- |
| Corvo              | 45,1 %   | 54,9 %     | 0 %            |
| Açores             | 50 %     | 40 %       | 10 %           |

#### Occupation du sol

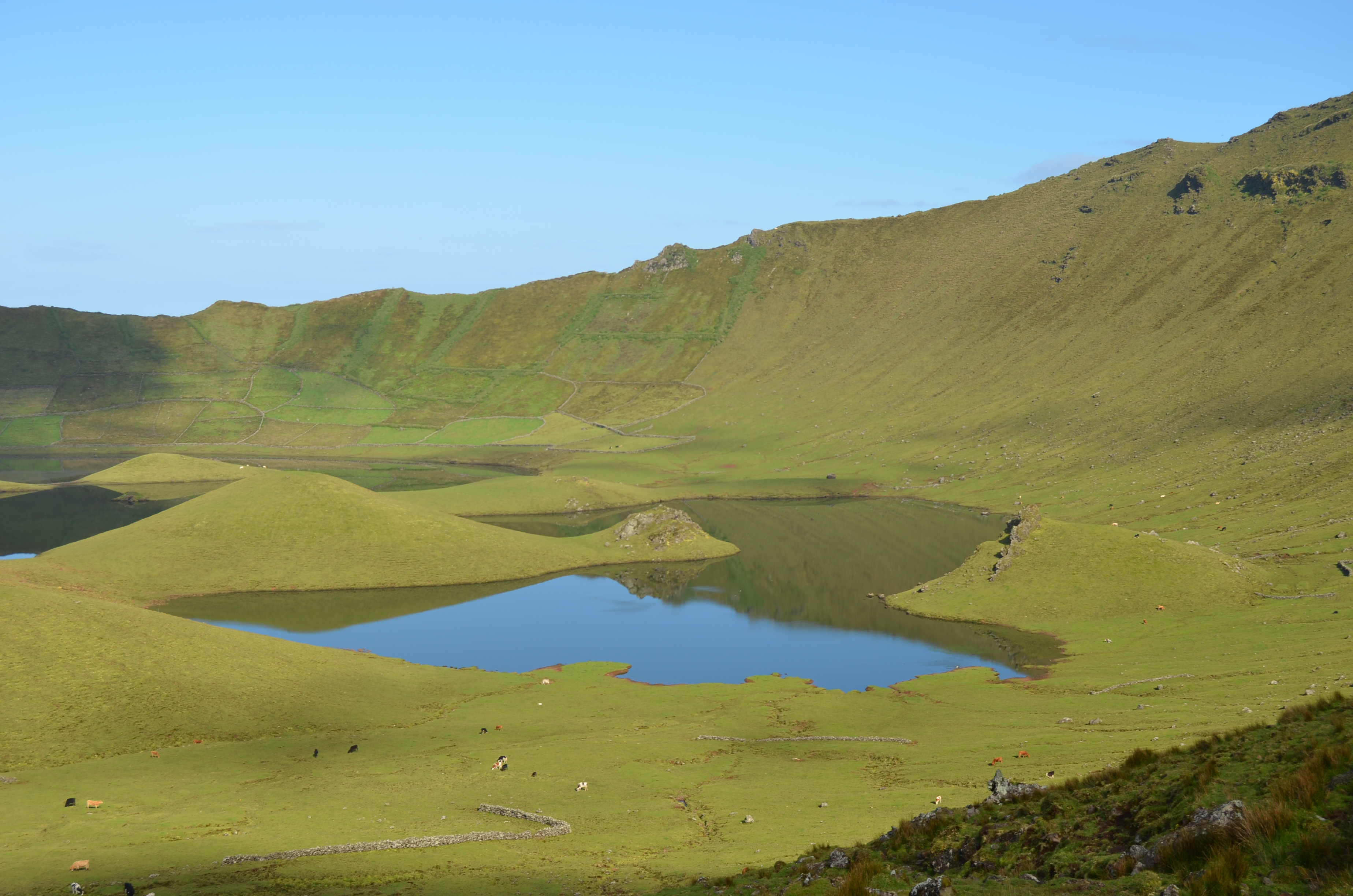
Les pâturages communautaires autour des lacs.

En 1957, les parties urbanisées de l'île se situaient uniquement dans l'extrême sud. Cette urbanisation était entourée de terres agricoles couvrant uniquement la partie sud et orientale de l'île. Les productions horticoles n'étaient présentes quant à elles que dans la partie orientale de l'île, occupant grossièrement le même espace que les terrains agricoles situés à l'est. Les pâturages se trouvaient juste derrière les terrains agricoles et horticoles à une hauteur approximative de 350 mètres ; d'autres pâturages, dans un espace plus petit, étaient situés à l'ouest du lac du Caldeirão (pt). Le reste de l'intérieur de l'île étant un grand pâturage communautaire, nommé le baldio, tandis que le pourtour de l'île, excepté dans l'extrême sud, était inoccupé à cause du dénivelé trop important (et pouvant s'étendre sur un kilomètre à l'intérieur de l'île).
| Mode d'occupation du sol (1957) | en % |
| ------------------------------- | ---- |
| Terrains incultes               | 57,9 |
| Pâturages                       | 23,5 |
| Terrains agricoles              | 16,1 |
| Lacs                            | 1,9  |
| Formation forestière            | 0,6  |

En 1990, l'occupation avait fortement changé ; les parties urbanisées se nichaient toujours uniquement dans l'extrême sud de l'île mais avaient grignoté de l'espace sur les terres agricoles et formaient un grand bloc urbanisé avec l'aérodrome. Ensuite, les terrains agricoles qui se trouvaient sur toute la côte orientale de l'île ne se situaient en 1990 qu'autour de la zone urbanisée avec notamment une enclave de terre agricole au milieu du village et une petite zone à l'est tandis que le reste des zones s'établissaient en dessous et au-dessus de l'aérodrome. Les fourrés et les anciens vergers se situaient dans la partie orientale en deux groupes distincts de petites tailles alors que les fourrés principaux étaient au même endroit en de plus grands groupes. Les arbres étaient peu présents sur l'île mais on retrouvait, toujours sur la côte orientale de l'île, de petits groupes d'arbres parsemés sur la côte. Les pâturages occupaient quant à eux approximativement le même espace qu'en 1957 ; la baldio, les pâturages communautaires, se situaient également au même emplacement que 1957 excepté le sommet de l'île qui était devenu un terrain non occupé. Les pâturages temporaires, ou prairies fourragères, occupaient les anciennes terres agricoles situées sur la côte orientale en 1957, se mélangeant avec les bois, les pâturages, les fourrés et les vergers. Au-dessus du village et autour des terres agricoles se situaient les terrains abandonnés et incultes alors que le reste de l'île, c'est-à-dire les falaises côtières, servaient de pâturages sauvages pour les chèvres.

### Architecture
Les maisons du village de Corvo sont basses et construites avec des blocs de basalte recouverts (mais pas toujours) d'un enduit. Les cultures autour du village sont jouxtés par des murs de pierre sèche.

Construction en basaltes présentes sur l'île
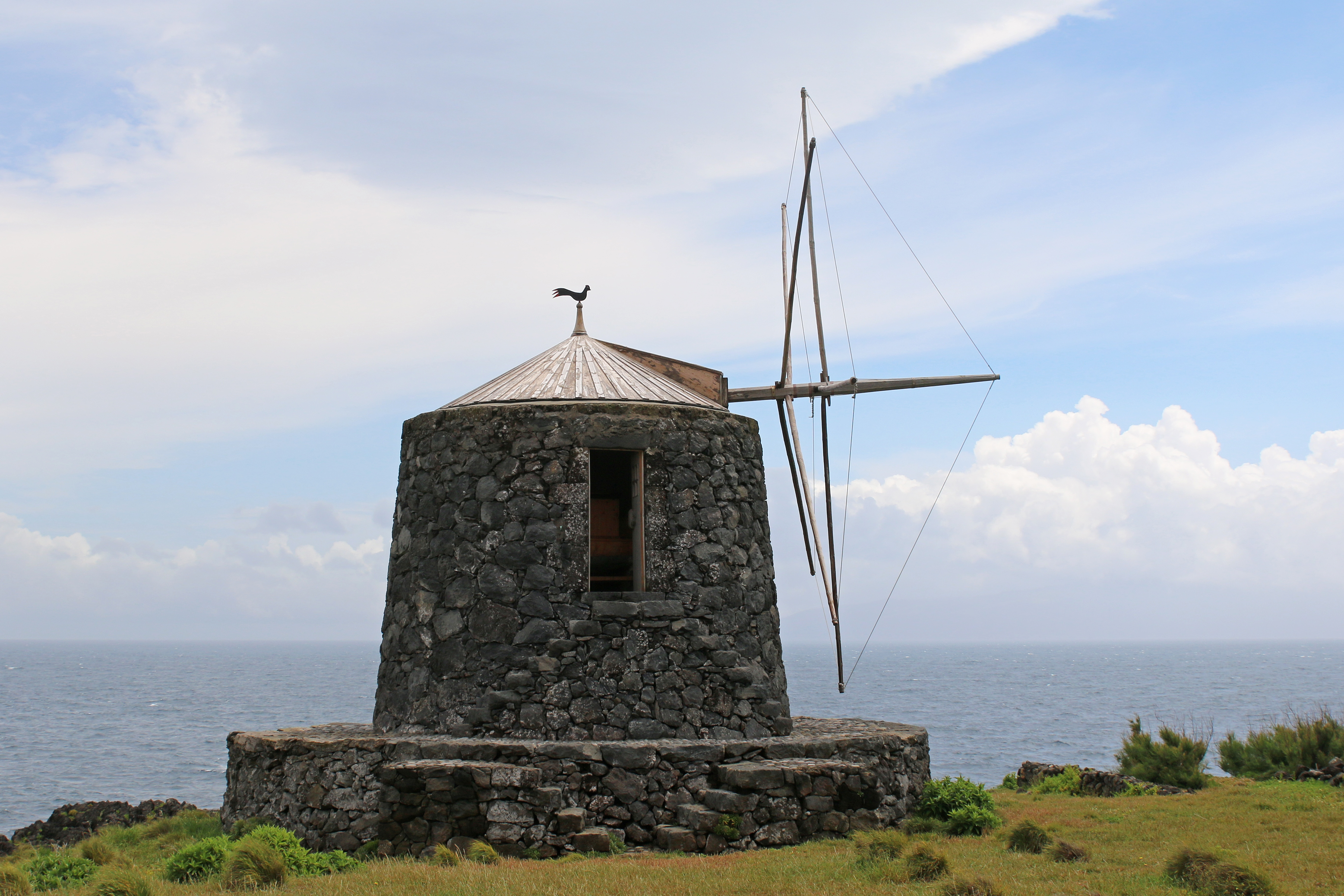
Phare en basalte
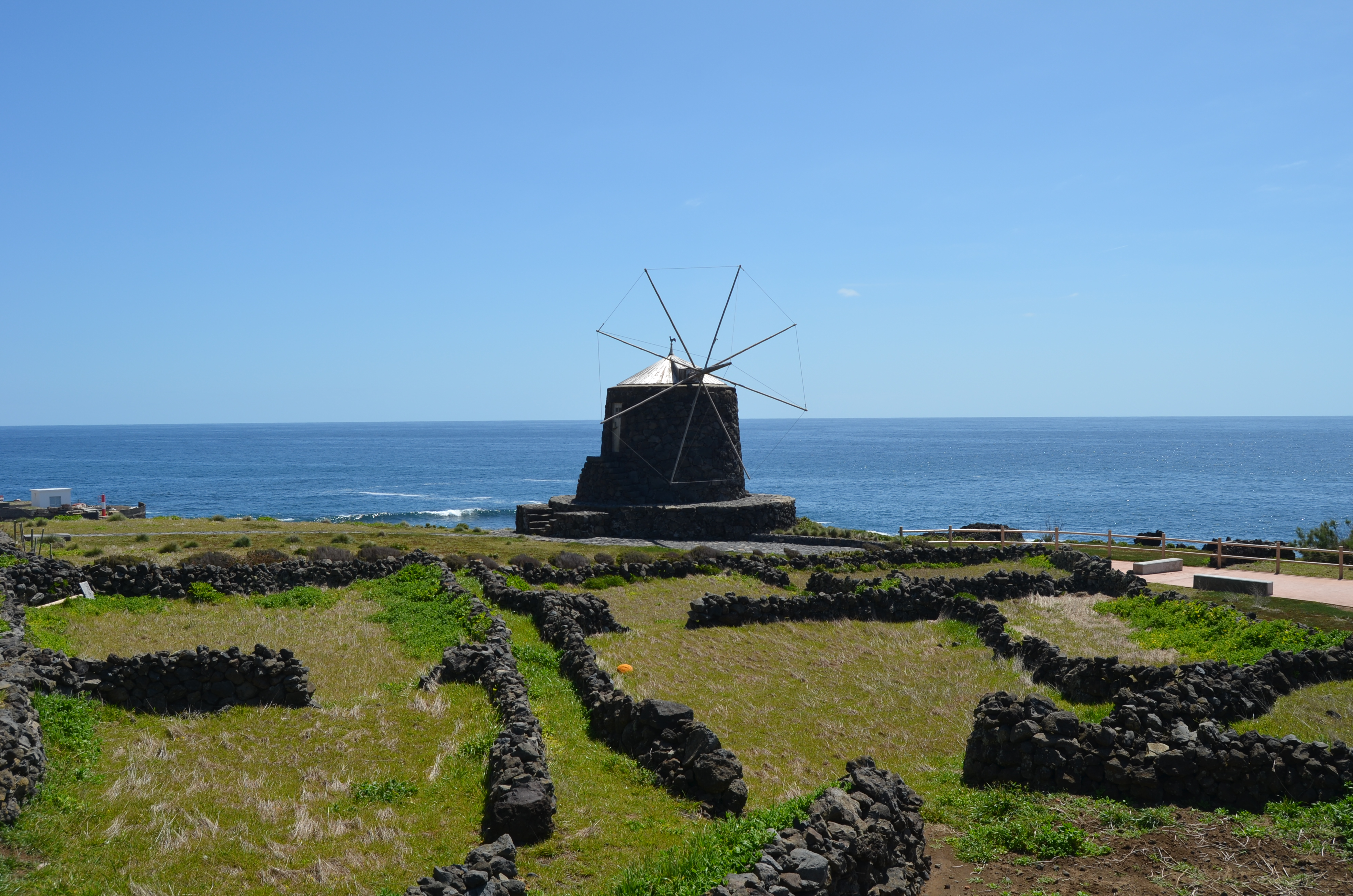
Phare et murs en pierre sèche
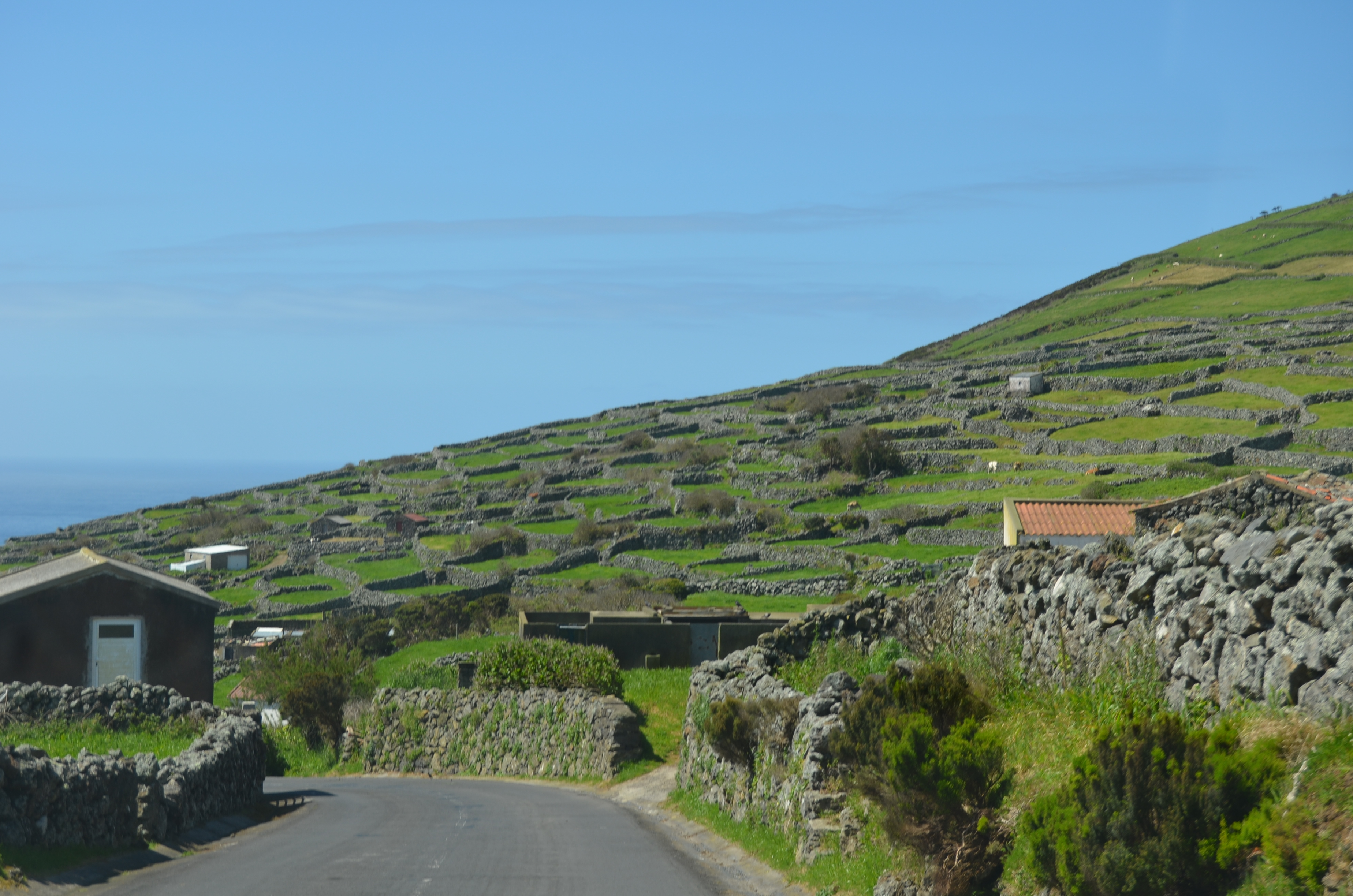
Murs en pierre sèche
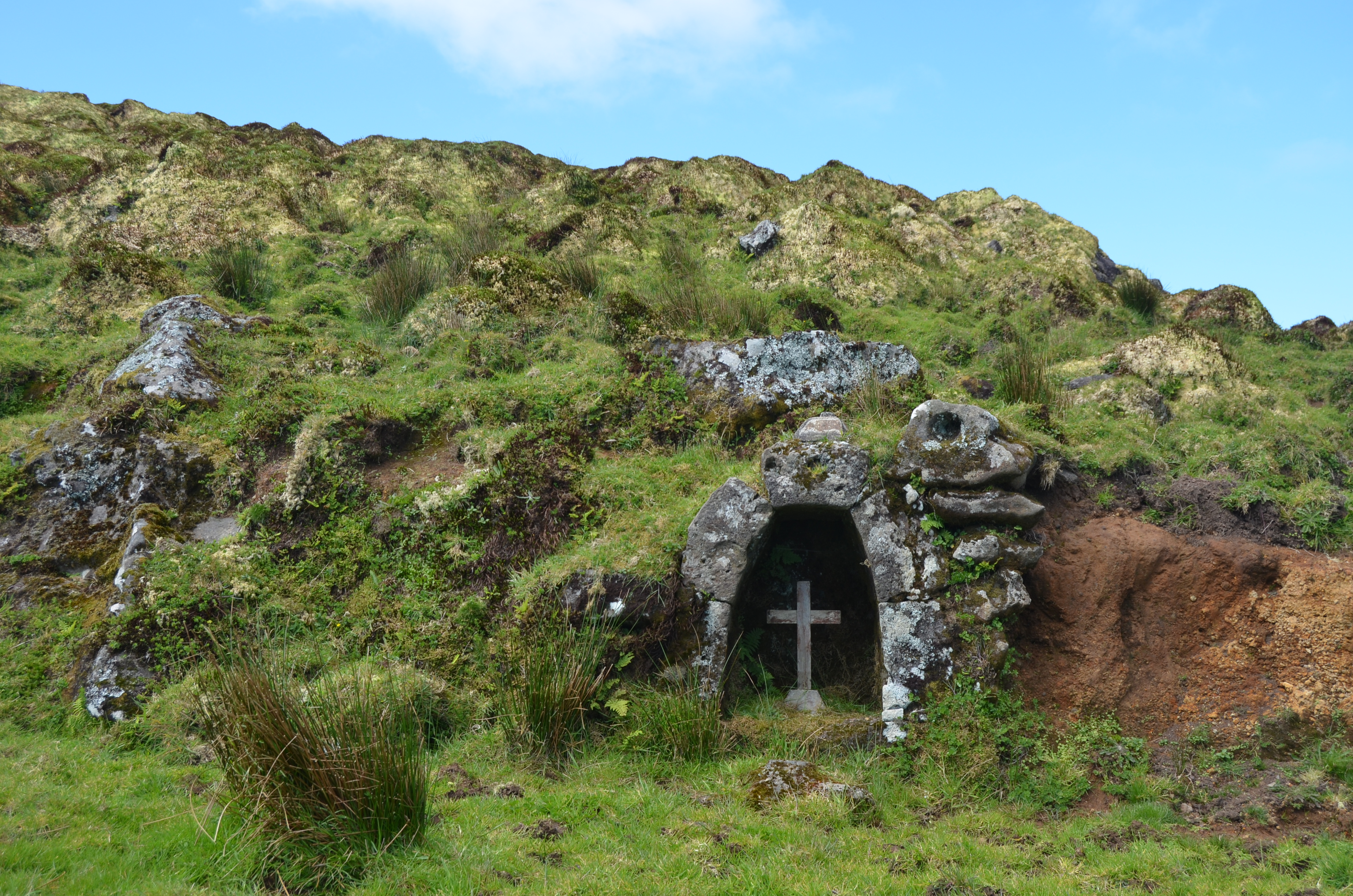
Chapelle en basalte
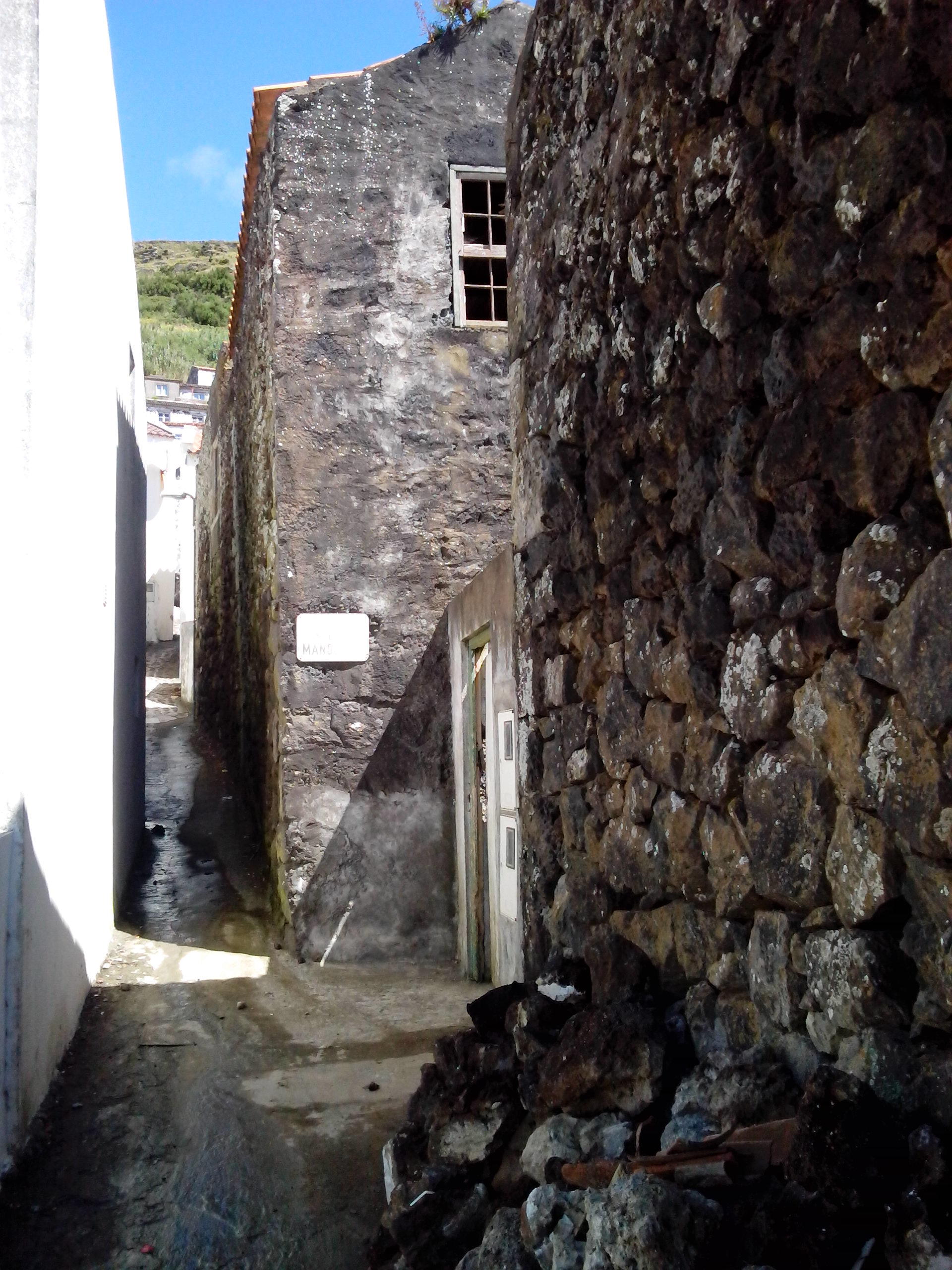
Maison en basalte

### Transports

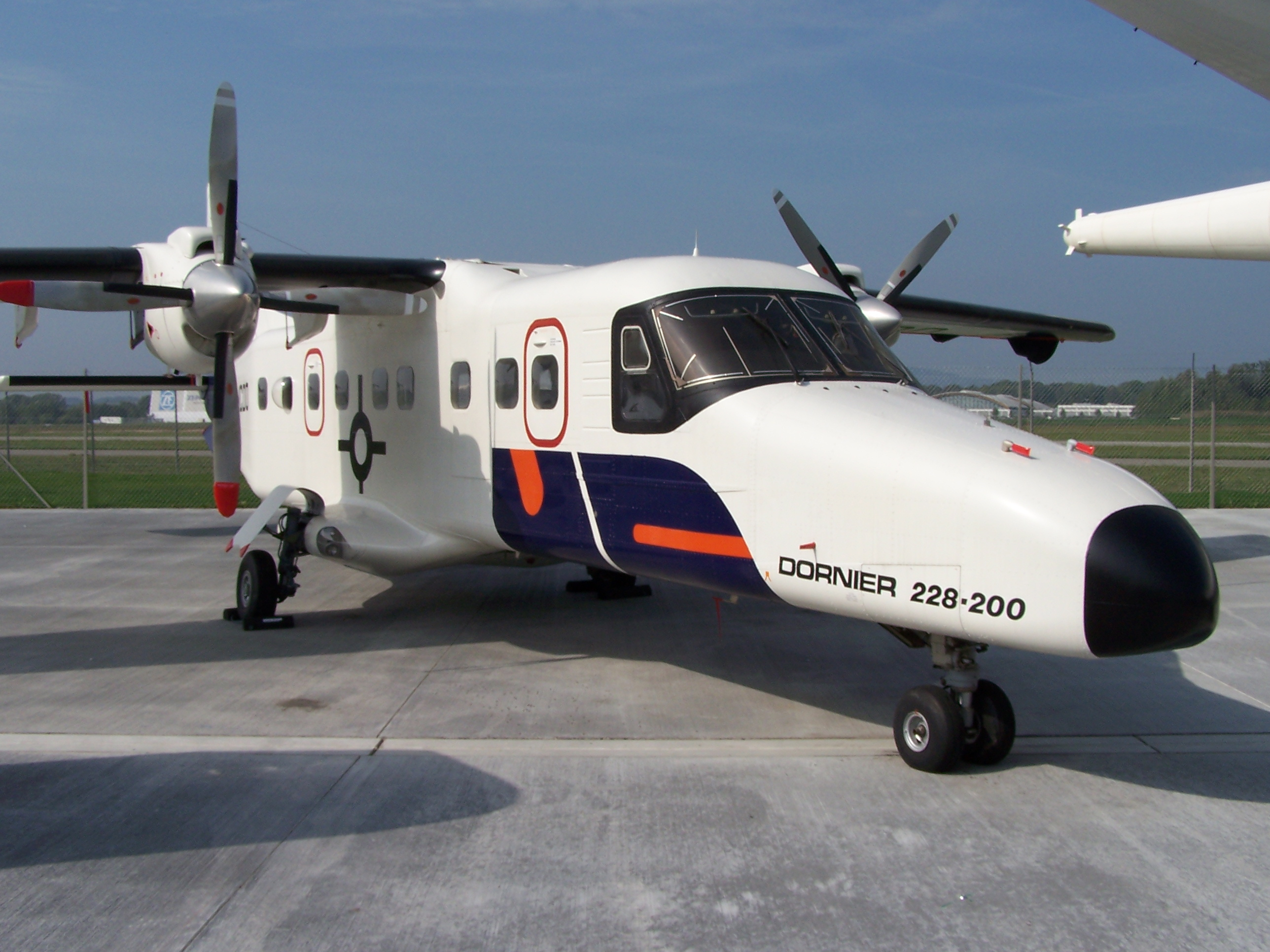
Dornier 228

L'île est desservie par l'aérodrome de Corvo situé sur la marge sud de l'île entre le village et le port Porto da Casa. Les vols inter-îles sont gérés par SATA Air Açores : il n'y a pas de vols directs vers Corvo provenant de l'extérieur de l'archipel, l'île recevait trois avions par semaine en provenance du groupe central. Jusqu'à récemment, l'aéroport était desservi par un Dornier 228, assez grand pour manipuler le faible volume de trafic vers l'île (si le temps le permet). La piste fait 840 mètres de long.

### Phares
L'île est équipée de 2 phares :
- Phare de Ponta Negra
- Phare de Canto da Carneira

### Climat
Le climat de l'île est océanique tempéré et la température moyenne annuelle est de 17,6°. C'est une île pluvieuse, avec plus de 200 jours de pluie par an, qui reçoit en permanence des vents à 36 km/h ; l'île est particulièrement venteuse avec une moyenne de 86 jours de vent fort par an mais est cependant l'île la moins humide de l'archipel. Contrairement à ce qu'on pourrait le penser, l'île est aussi ensoleillée que la ville de Béthune, en France.
Ce climat pluvieux a ainsi posé problème pour l'établissement d'une communauté sur l'île. En effet, seul un herbage pour du pâturage était propice à ce climat et peu d'espace était disponible pour d'autres productions.

## Toponymie

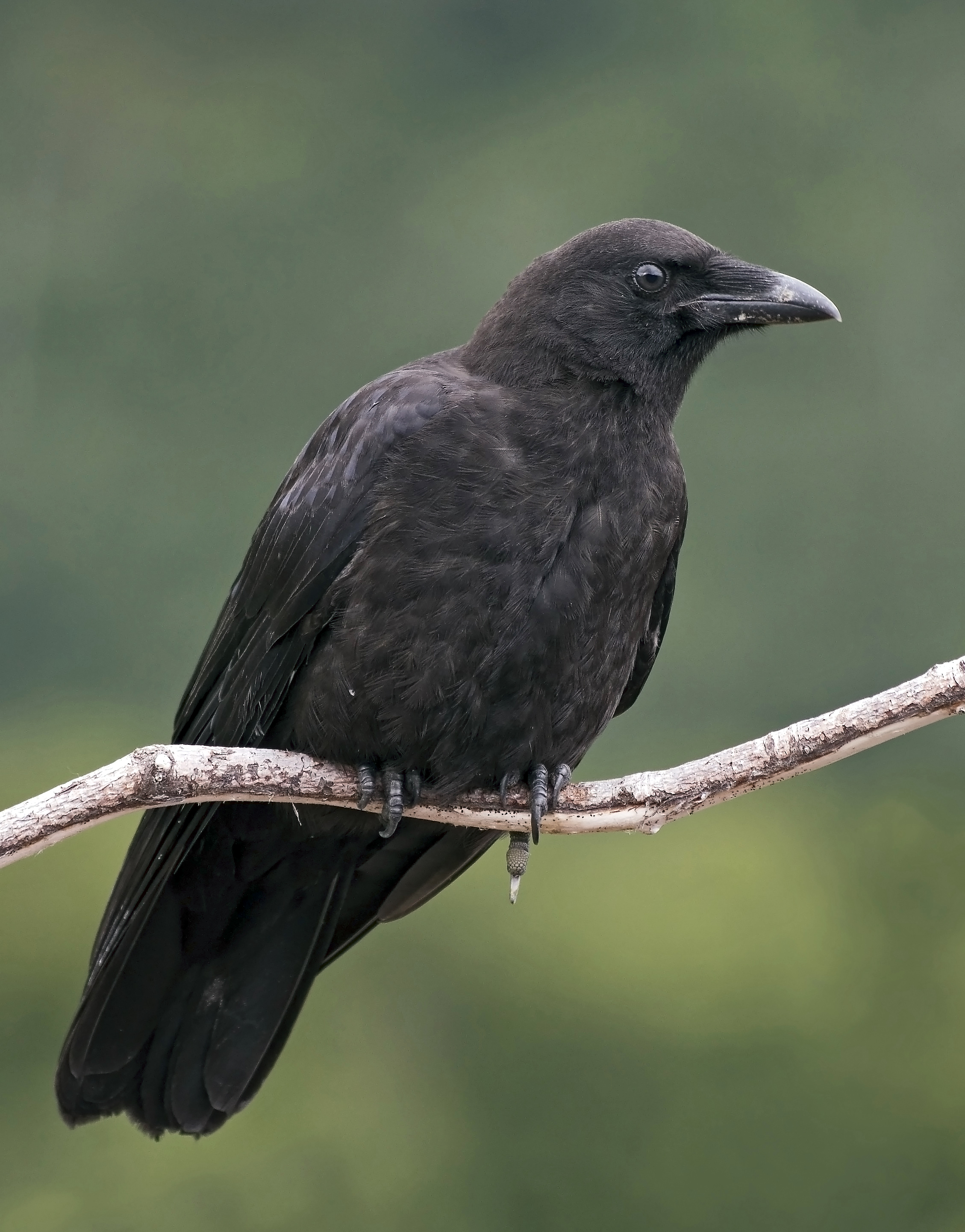
Le corbeau, oiseau à l'origine du nom de l'île.

Le nom de l'île, Corvo, provient du mot portugais signifiant corbeau. Son surnom, l'île noire, renvoie lui aussi à l'oiseau, plus particulièrement à son plumage, mais aussi au Caldeirão et aux falaises se découvrant peu à peu à l'approche de l'île.

## Société

### Administration
L'île forme la municipalité homonyme de Corvo.

### Démographie
L'occupation de l'île n'est viable que grâce à Flores ; il serait en effet difficile de maintenir une population sur une si petite île volcanique sans qu'une île de plus grande importance ne se situe non loin comme c'est le cas pour Flores. C'est d'ailleurs l'une des plus petites îles de l'océan Atlantique habitée constamment ; un peu plus grande, 26 km2, l'île de Fernando de Noronha, au large du Brésil, atteint une population permanente de 1 300 habitants mais c'est une population carcérale.
Outre les quelques bergeries présentes dans les pâturages et qui sont inoccupées, l'habitat est concentré sur la côte sud-est, dans la seule localité de l'île, Vila Nova de Corvo, qui comptait 451 habitants en 2004. En comparant le recensement de 1991 et de 1864, on remarque que l'île a perdu plus de la moitié de ses habitants en moins de 150 ans mais les habitants qui restent sur l'île y sont très attachés et cet attachement se constate après 1991, la population reprenant de l'ampleur dans la seule localité de l'île. La densité de population entre le XIXe et la fin du XXe siècle est frappante, elle passe ainsi de plus de 50 hab/km2 en 1864 à 17,5 hab/km2 en 1998.
| Année      | 1589 | 1678 | 1768 | 1842 | 1864 | 1878 | 1890 | 1900 | 1911 | 1920 |
| Population | 70   | 415  | 720  | 800  | 883  | 880  | 806  | 808  | 746  | 661  |
| Année      | 1930 | 1940 | 1950 | 1960 | 1970 | 1981 | 1991 | 1998 | 2001 | 2004 |
| Population | 676  | 691  | 728  | 681  | 485  | 370  | 393  | 300  | 425  | 451  |

Les différents changements de population peuvent varier d'une époque à l'autre. Par exemple, il fut un temps où il était assez difficile de quitter l'île car cette dernière était difficile d'accès et donc la population s'accroissait tandis qu'à une autre époque, avec l'évolution des techniques, l'arrivée d'un aérodrome et les nouveaux moyens de communications, un certain nombre d'habitants a pu quitter l'île, soit pour rester dans les Açores ou pour migrer sur Flores, soit pour embarquer dans des bateaux et rejoindre l'Amérique du Nord en direction de la Californie, de la côte est américaine et le Canada. Ces petits groupes d'habitants originaires de Corvo se nomment des corvinhos; il s'est produit le même type de communauté qu'avec les Wallons partis de Wallonie en Belgique pour rejoindre des contrées sur le nouveau continent et former une forte communauté au Wisconsin.
À partir de la fin des années 1940, les différents aéroports des îles açoriennes sont utilisés comme escales pour des voyages entre l'Amérique du Nord et l'Europe, ce qui favorise le départ des habitants de Corvo surtout que la politique de migration des États-Unis et du Canada était favorable à une immigration. Il faudra cependant attendre les années 1960 pour constater une nette diminution de la population qui correspond au départ du tiers de la population globale des Açores entre 1960 et 1991. Cette baisse de population puis l'augmentation de celle-ci a lieu après 1991 grâce à l'entrée du Portugal dans la Communauté européenne.

### Économie

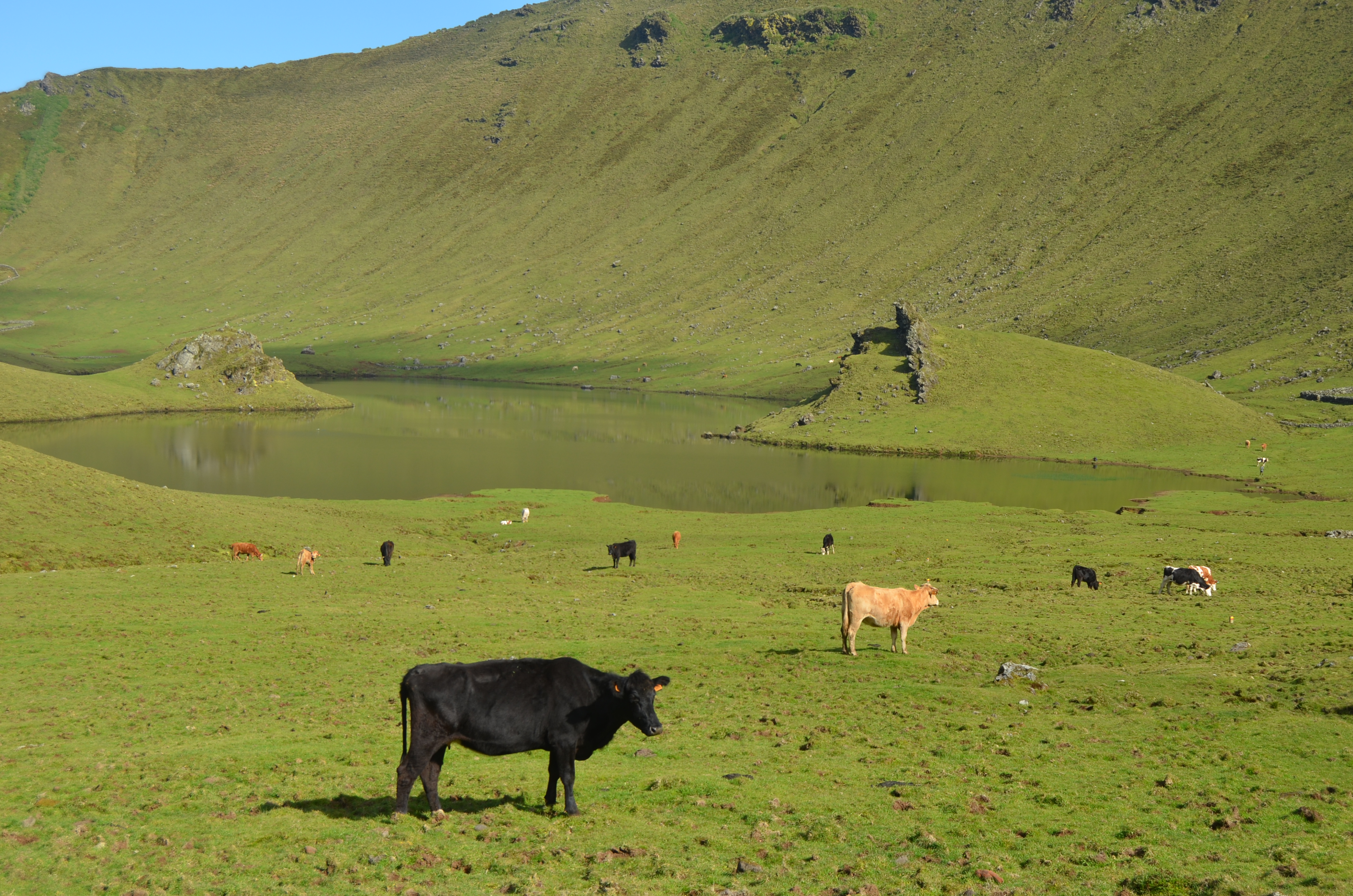
L'élevage bovin sur l'île

L'économie de l'île fut un temps tournée vers l'agriculture et la pêche mais aussi sa laine qui était réputée dans les îles açoriennes. C'est surtout l'élevage bovin qui fera croître l'économie de l'île. Les agriculteurs se spécialisent ainsi dans cet élevage surtout au cours du dernier quart du XXe siècle. Malgré cette spécialisation, l'économie n'est pas florissante sur l'île étant donné qu'il est très difficile de s'y rendre et de commercer vers l'extérieur. Le seul commerce concret possible étant celui avec Flores ne comptant qu'environ 5 000 habitants.
Il faut attendre l'entrée dans la Communauté Européenne du Portugal en 1986 pour voir des changements conséquents sur l'île. En effet, une fois entrée dans la Communauté, la région des Açores est vue comme l'une des régions les plus pauvres de la Communauté et se voit ainsi bénéficier de nombreuses aides communautaires. Une dizaine d'années auparavant, après la révolution des Œillets, la région avait déjà compris qu'elle était en retard, le pays  ayant laissé cette région s'appauvrir sans mettre en avant un avantage de l'archipel : sa proximité avec l'Amérique. C'est grâce à cette entrée communautaire que l'île, grâce aux aides de la PAC et des FEOGA, va renforcer son économie, notamment dans l'élevage bovin.
Avant l'entrée du Portugal dans la Communauté et à partir des années 1960, l'île est passée d'une économie communautaire, rurale et autarcique à une économie de service avant de retrouver son économie d'élevage de bovins. Avant 1980, 111 propriétés étaient comptées sur l'île, toutes familiales et aucune industrie n'était présente sur celle-ci.
La population, avec le développement de l'aérodrome et la démocratisation du prix des voyages en avion, a réduit le nombre de bateaux au port de l'île ce qui engendra un cloisonnement des habitants sur l'île. Les habitants ne peuvent pas se permettre d'acheter un billet d'avion régulièrement pour aller d'une île à l'autre alors qu'ils pouvaient se permettre des voyages du même type en bateau plusieurs fois par an mais ce cloisonnement ne pose plus de grand problème là où l'île est depuis la fin du XXe siècle munie d'une clinique, d'une école et d'autres services au bon déroulement d'une société. Les seuls voyages en avion qui sont offerts par le gouvernement sont ceux pour rejoindre un hôpital, l'université ou pour le service militaire.

## Histoire
L'île serait l'une des dernières à avoir été découvertes dans l'archipel. En effet, si les îles des autres groupes (central et oriental) ont été découvertes à partir de 1427 avec Santa Maria, il faudra attendre le milieu du XVe siècle pour découvrir le groupe occidental.
Cette découverte serait en plus involontaire puis qu'en 1452, Henri le Navigateur missionna le navigateur Diogo de Teive pour aller découvrir et reconnaître la mythique île d'Antillia qu'on imagine située au-delà de l'archipel des Açores. Il aurait alors atteint, en compagnie de son fils, João de Teive, l'île de Terre-Neuve et, sur le chemin du retour, en passant par les Açores, ils seraient tombés sur les îles de Corvo et Flores.
Ces deux îles reçurent les noms de Ilhas das Flores et Ilhas Floreiras. Assez éloignées des autres îles des Açores, elles furent longtemps considérées comme ne faisant pas partie de l'archipel . De fait, elles sont situées sur la plaque tectonique nord-américaine alors que le reste de l'archipel appartient à la plaque eurasiatique.
L'île ne commencera cependant à être peuplée que vers 1510, soit près de 60 ans après sa découverte mais il faudra encore attendre une cinquantaine d'années pour voir une vraie communauté s'implanter sur l'île. Il aura ainsi fallu presque 200 ans pour sortir de l'isolement cette île qui était très difficile à approcher, avec des conditions pour l'accoster très périlleuses (un seul jour sur trois était favorable à l'accostage).

## Faune et flore

### Faune
Lacerta dugesii est l'unique lézard présent aux Açores. Surement importé de Madère, il apparait dans l'archipel pour la première fois dans les îles du groupe central avant d'atteindre celles du groupe oriental. Finalement, il finira par être amené sur les deux îles du groupe occidental en faisant de lui un reptile généralisé dans les Açores. D'autres espèces animales ont comme origine l'importation, volontaire ou non, comme le hérisson.
En ce qui concerne la Nyctalus azoreum, c'est une chauve-souris endémique de l'île et des Açores qui est surtout présente dans la zone urbanisée de l'île ; on peut même l'apercevoir en plein jour.

#### Avifaune
Pour l'avifaune au début de la colonisation de l'île, il faut regarder les écrits de Gaspar Frutuoso, chroniqueur de l'histoire des Açores décédé vers 1591, et particulièrement le livre VI : Saudades da terra. Ainsi, il notera la présence de buses, d'autours et de faucons mais aussi d'oiseaux de la famille des Procellariidés et des merles.
Il faudra attendre l'année 1865 pour voir débarquer sur l'île le premier ornithologue à y étudier les oiseaux : F. du Cane Godman. Il y découvrira plusieurs espèces non décrites par Frutuoso comme le traquet motteux, la fauvette à tête noire, la bergeronnette, le pinson, le canari, l'étourneau, le pigeon biset et la caille des blés alors qu'au contraire, il ne croisera aucune buse. Il notera aussi le passage d'oiseaux hivernaux comme le tournepierre et le bruant des neiges. Mais cette étude n'est pas fructueuse au vu de son cours séjour ; en effet, l'ornithologue ne reste sur l'île que pour deux journées.
William Robert Ogilvie Grant se rend quant à lui sur l'île en 1903 et ne parcourt l'île que durant quelques heures, sans jamais aller dans le cratère, pour le British Museum qui veut qu'Ogilvie Grant ramène quelques spécimens. Il croisera de nombreuses espèces d'oiseaux déjà décrites par Frutuoso et Godman mais croisera aussi le pigeon féral et la sterne pierregarin.
D'autres spécialistes des oiseaux passeront quelques heures ou quelques jours sur l'île pour confirmer ce que leurs prédécesseurs ont trouvé. Il faut attendre les dires du Colonel José Agostinho de Terceira pour entendre parler d'autres oiseaux présents sur l'île et toute l'année, comme le puffin des Anglais et le petit Puffin. Un autre oiseau sera décrit, le fou de Bassan, en tant que passage.

L'une des anciennes listes d'observation des oiseaux présents sur l'île a été réalisée par Fernando Rocha, il cite comme espèces permanentes : le puffin cendré, le puffin des Anglais, la caille des blés, la bécasse des bois, le goéland, la sterne pierregarin, le pigeon biset, le merle, la fauvette à tête noire, la bergeronnette, l'étourneau, le canari et le pinson. Comme espèces de passage, il citera : la buse, la poule d'eau, la foulque, le ramier, le rouge gorge, le gravelot à collier interrompu, le hibou moyen-duc, le verdier et le moineau domestique.

Quelques oiseaux présents sur l'île
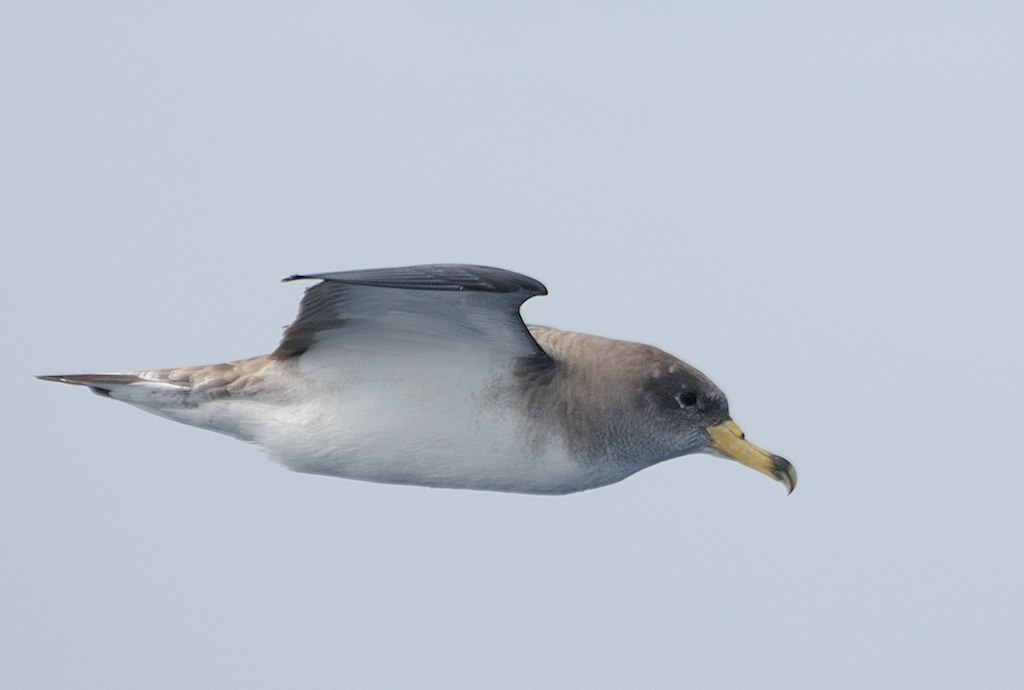
Puffin cendré
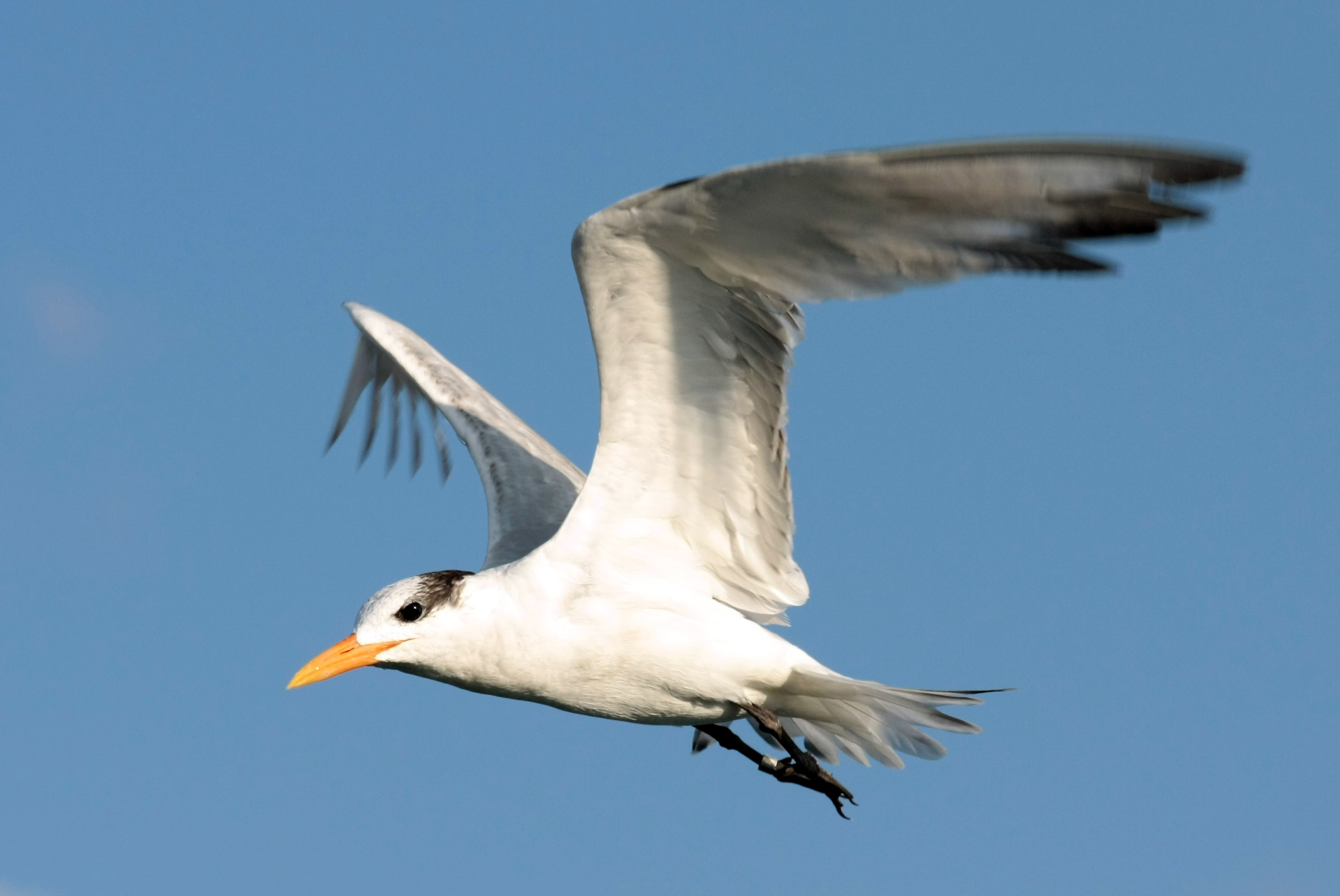
Sterne pierregarin
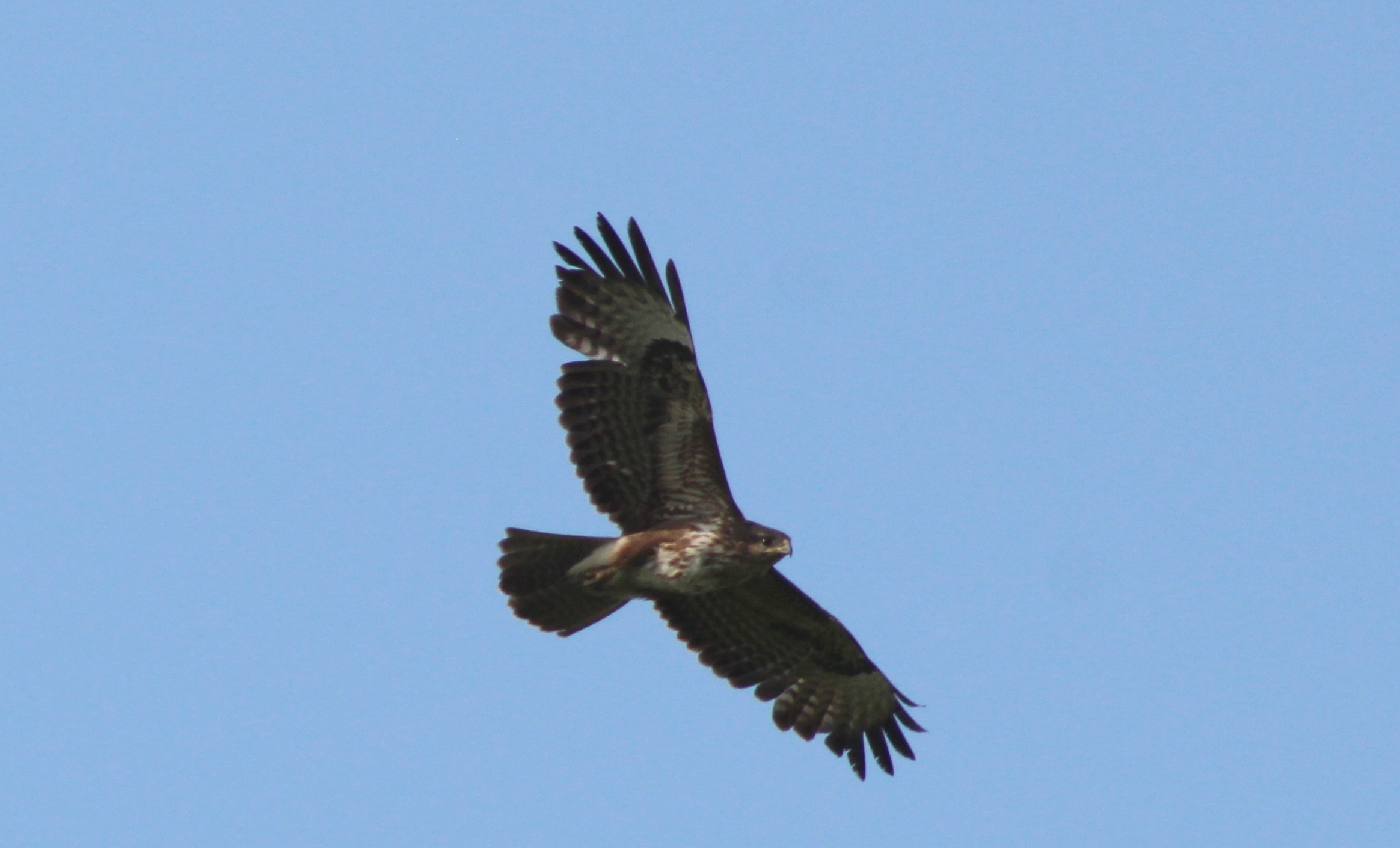
Buse
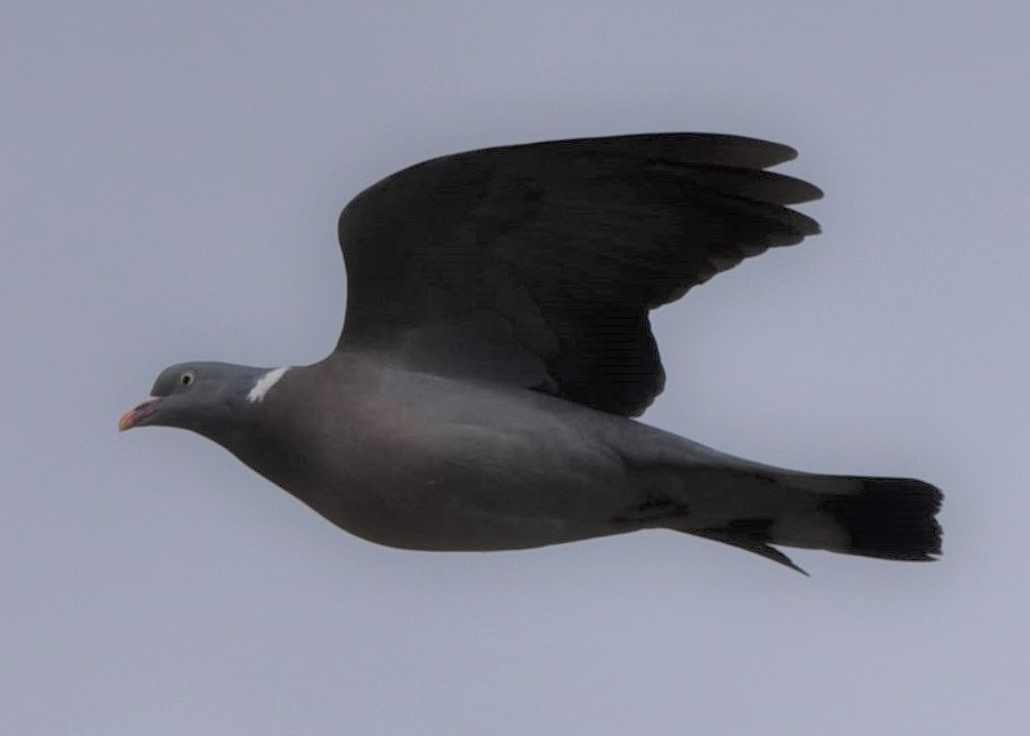
Pigeon ramier

Le puffin cendré se pose en groupe dans l'océan tout autour de l'île. Quand il revient sur l'île, c'est pour nicher sur les côtes orientale et occidentale en couples isolés les uns des autres. Le puffin des Anglais n'est présent aux Açores que dans les deux îles du groupe occidental. L'espèce est très connue des habitants de Corvo même si l'oiseau est difficilement perceptible, ce mélangeant aux nombreux puffins cendrés. La présence du petit Puffin était très incertaine car cet oiseau n'est présent que sur les groupes oriental et central des Açores. C'est l'équipe de Gérald le Grand qui trouvera une vraie preuve de sa présence avec la découverte d'un cadavre d'un petit Puffin dans une crevasse.
Le goéland est quant à lui présent dans le village et dans le port en groupes d'une dizaine d'individus. Ils sont plus nombreux au printemps qu'en été.
La sterne pierregarin est l'une des seules espèces à avoir été repérées pas tous les visiteurs de l'île depuis sa découverte. Sur Corvo, ils sont présents près de Portinho da Areia, du port et du Pão de Açúcar. L'autre espèce de sterne présente sur l'île, la sterne de Dougall, a été rarement décrite dans les études des scientifiques ayant visité l'île, peut-être à cause de la durée assez courte de leurs voyages et la ressemblance de la sterne avec celle de pierregarin.
Dans les zones boisées se rencontrent les bécasses des bois qui sont également présentes près du Pico João de Moura et sur la crête nord de l'île.
Le pigeon biset est probablement l'un des oiseaux les plus nombreux sur l'île et peut facilement se reproduire grâce aux conditions de l'île. L'autre espèce d'oiseau très répandue est le merle noir qu'on peut retrouver partout sur l'île, aussi bien dans le village que dans la caldeira. Très présente sur l'île, la bergeronnette se croise surtout dans le village et les versants nord et ouest de l'île ; comme la fauvette à tête noire qu'on retrouve dans quelques zones forestières. Le pinson et l'étourneau sont d'autres oiseaux probablement importés volontairement et très présents sur l'île.
Dans les zones de culture, les habitants peuvent croiser la caille des blés. Présente aux Açores depuis le premier peuplement dans le groupe central, la caille fut sûrement introduite volontairement.
L'un des oiseaux les plus rares de l'île mais pourtant répertorié par la majorité des scientifiques ayant mis un pied sur l'île est le canari.

### Flore
Dans les rues du village, le figuier est très répandu alors que dans les alentours du village, peu d'arbres sont présents mais on retrouve quelques Tamaris alors que les champs sont occupés par du maïs, du blé et des légumes de toutes diversités. Sur les falaises à l'est de l'île, il y a quelques Hortensias mais aussi des cultures tournantes où on peut trouver outre le maïs et le blé, des pommes de terre, des plantes fourragères et jachères. Tandis que sur la côte occidentale, ce sont des maquis de bruyère et des oxycèdres qui se rencontrent.
Les seules zones forestières de l'île, qui sont de petits groupes d'arbres situés sur la côte orientale de l'île, portent toutes un nom : Zimbral, Pico João de Moura, Lomba et Fojo. On retrouve de nombreux arbres le long des ruisseaux encaissés de cette côte. La majorité de ces arbres est le Pittosporum mais on y rencontre également le laurier. Avant la présence permanente de l'homme sur l'île, on pouvait trouver dans la caldeira des cèdres.
La végétation hydrophile, bien que présente sur toute la côte de l'île, est présente au fond du cratère, tout autour du lac.